# Boban Benjamin Braspenning
Boban Benjamin Braspenning (6 oktober 1994) is een Nederlandse cabaretier, muzikant en schrijver.

## Jeugd en opleiding
Braspenning groeide op in Utrecht en Bilthoven. Tussen 2013 en 2019 studeerde hij Bestuurs- en Organisatiewetenschappen en Toegepaste Ethiek aan de Universiteit Utrecht. Ook verdiepte hij zich in economische ethiek. Hij volgde stages bij Follow the Money en het Financieele Dagblad.

## Theater
Hij werd in 2019 bekend met een (studenten)levenslied over studieschuld 'Ome DUO', dat hij met zijn band MomentOpnames maakte. In datzelfde jaar stond hij namens de Verleiders in Koninklijk Theater Carré, waar hij voorlas uit zijn kinderboek over banken: 'Het Bankenwezen'.
In 2021 won hij met zijn voorstelling 'boompje beestje' de jury- en publieksprijs van het Groninger Studenten Cabaret Festival, waarna hij zich aansloot bij BOS Theaterproducties om deze voorstelling verder te ontwikkelen. In 2022 deed hij mee aan het televisieprogramma De slimste mens.
Op 9 november 2023 ging hij met 'boompje beestje' in première in de Stadsschouwburg Utrecht. Zijn debuut kreeg een lovende recensies van de Theaterkrant en Het Parool. In 2024 werd hij door de VSCD genomineerd voor de cabaretprijs Neerlands Hoop.

## Prijzen en nominaties
- 2021 -  jury- en publieksprijs Groninger Studenten Cabaret Festival
- 2024 - nominatie cabaretprijs Neerlands Hoop